# 神剑传奇
《神秘岛》（英語：Xcalibur）是加拿大与法国联合创作的一部40集3D电脑动画片。2001年11月1日至2002年4月1日于加拿大YTV电视频道首播。每集30分钟左右。中国大陆于中国中央电视台少儿频道的动漫世界栏目与大风车栏目播出。

## 作品介绍
本片主要以英国中的圆桌骑士、亚瑟王以及他那正义的王者之剑的传奇故事进行展开联想而创作的动画片。其中包含着精美的三维动画和充满神秘气息的背景音乐可以充分的了解到古代欧洲的著名神话、魔法、巫師、英雄、戰士和飛龍再现于荧屏的幻想世界中。

## 剧情内容
故事发生在一片充满神秘与魔咒的土地上，这片土地上流传着亚瑟王的传奇故事。魔法和魔咒主宰着这片神秘土地上的一切。片中伊万王子的女儿蒂嘉娜公主，为了拯救被邪恶魔法操纵的父亲，以及保护小亚瑟王的王位不受巴肯所掠夺，她手持正义之剑—克立波之剑发誓与邪恶势力奋战到底，拯救王国。来协助蒂嘉娜的两个主要人物，他们是年轻的魔法术士赫科和野人部落的女战士塔拉。他们依靠着自己坚定的信念与克立波之剑的力量，最终邪恶将惨败于正义的力量。

## 角色介绍
蒂嘉娜（Djana）
伊万王子与精灵萨芬娜的女儿，艾德文王國的公主。因父王被恶魔巫师科芒达变成化石时而突然觉悟王国正要面临着巨大危机，后在青年术士赫科的帮助下，成功的取得了能与邪恶势力抗衡的克立波之剑。
赫科（Herik）
年轻的魔法术士。是沃尔夫将军与一位女魔法师所生的儿子。并持有生命之书与抛掷火球的魔法，协助蒂嘉娜对抗邪恶势力。
塔拉（Tara）
身手矫健的野蛮族女战士。与赫科一起协助蒂嘉娜。
维普（Wip）
蒂嘉娜母后的图腾，是一只会喷火的小飞龙。因受到萨芬娜灵魂的命令，伴随在蒂嘉娜左右并协助他们。
伊万（Erwann）
蒂嘉娜公主的父王。原本为沃佳所深爱的对象，后与沃佳的妹妹萨芬娜结为了夫妻，生下了蒂嘉娜。因为恶魔巫师科芒达图谋不轨，而被科芒达变为了化石。
阿图斯（Arthus）
未来将继承艾德温王国王位的小国王。几经遭到邪恶势力的诅咒，是巴肯企图除掉的对象。
巴肯（Bragan）
艾德温王国的众王子之一，串通巫师科芒达杀死了爱德温国王，企图篡取王位。
摩根（Morgan）
赫科的好朋友，也是一名年轻的男性术士。
沃尔夫（Wolf）
艾德文王国的一名将军，是赫科的父亲。曾与一名女魔法师结合而生下了赫科。
科芒达（Kwodahn）
野心勃勃的恶魔巫师，法力十分强大。与巴肯王子秘密联手篡夺王位，唯一目的是夺取威力强大无比的克立波之剑与生命之书。
艾德温国王（King Edwin）
上一任王国的统治者，阿图斯的父亲，在第一集正义之剑被巴肯和科芒达杀害，在即将对阿图斯说出真相前咽气身亡，在第十七集禁药中 以遗体棺椁状态出现，本有机会复活，但是在蒂嘉娜与赫科 巴肯等人的担心艾德温国王复活便无法控制阿图斯这一目的下销毁了复活神药，赫科用所谓艾德温的誓言做幌子掩盖了本来的目的，导致了艾德温国王再无复活的可能，第三十九集宽恕中又一次以遗体状态出现。他生前被认为象征着公平和正义，同时想和海上人民和平共处。
扎克（Zek）
沃尔夫的亲信。
佐丹（Zoldan）
海上人民的一个萨满巫师，他经常被科芒达的计划所利用。
修道院长（The Shogi Master）
有时候也被称为大法师，他是一位强大的法师，同时也是修道院法师的領袖，掌管生命之書。
塞尔卡（Silkar）
马洛里村的居民，是蒂嘉娜的一个盟友。他逐渐成为反抗巴肯的中坚力量。
厄拜（Arped）
奎因镇的居民，反抗巴肯的另一个突出的人物。
威尔（Will）
漫游城的一个领导。漫游城市一个漂浮在海上的城市，居民都是和平主义者。
艾润（Erin）
奎因镇的一个居民。起初她是巴肯的间谍，专门传递反抗起义弟情报。但是到后来她回心转意并成为了蒂嘉娜的亲密伙伴。
邓肯亲王（Prince Duncan）
又被称为绿亲王。在蒂嘉娜成功的为他保护属地，揭穿科芒达的把戏之后成为了蒂嘉娜在议会里面最有权力，最忠实的盟友。他强烈反对巴肯的各项计划。
红亲王（The Red Prince）
王国的一个贵族，在议会成员中他和巴肯是同盟关系。
黄亲王（The Yellow Prince）
同样也是王国的一个贵族。
沃佳（Walka）
魔法森林的三位精灵之一，身着绿色裙装，是大地的精灵。拥有控制植物的魔力，双头蛇则是她的图腾。因妹妹萨芬娜夺走了伊万王子而记恨在心，后来背叛了佛罗与萨芬娜，联合科芒达与巴肯一起作恶。在科芒达的指使下成为了女巫，并在唇上涂了诅咒阿图斯的毒药；在精灵给刚诞生的小阿图斯祝福时，沃佳给了小阿图斯一个祝福之吻，成功的给小阿图斯施下了诅咒，后被大魔法师所解；佛罗发现了此事，强行夺走了她的精灵手镯，并把她变成了女怪物的形象。曾被巴肯指使杀死王后，由于她是王后的教母，所以不忍心杀她便把她藏在了阿图斯保姆的身体里。最终对佛罗忏悔了自己所犯下的错误，要求佛罗把精灵手镯还给她。
佛罗（Fedora）
魔法森林的三位精灵之一，是魔法森林的精灵女王，身着蓝色裙装，是时间的精灵，并拥有精灵项链。佛罗拥有一支象征着精灵女王的法杖，拥有去到未来或回到过去的强大力量，穿梭于时空之中的独角兽是她的图腾。后在保卫魔法森林不被入侵而受重伤，一直躺在水宫里。之后便告诉蒂嘉娜等人只有聚齐精灵的三件珠宝，魔法森林才能重获力量，抵御科芒达的入侵；随后把蒂嘉娜送往了过去，让她拿到萨芬娜的精灵戒指。
萨芬娜（Saphire）
魔法森林的三位精灵之一，是佛罗与沃佳的妹妹，也是蒂嘉娜的母后。身着红色裙装，是火焰的精灵，并拥有精灵戒指。拥有操纵火焰的魔力，会喷火的小飞龙维普则是她的图腾。与伊万王子结为夫妻并生下了蒂嘉娜。一次，科芒达突然出现，企图掠走还在襁褓中的蒂嘉娜，后来萨芬娜用尽全力逼退了科芒达而死去。佛罗把蒂嘉娜送回了她母亲死时的这个场面，得到了最后遗留下来的精灵戒指。其灵魂后来躺在魔法森林的水宫里。
洛娜（Lona）
艾德温王国的王后，也是小阿图斯的母后。艾德温国王去世后，她成为摄政王协助阿图斯繼位而被巴肯视为眼中钉，并命令沃佳把王后除掉。
姆斯（Mussi）
阿图斯的保姆。王后的身体就是被沃佳藏在了她的体内。
恶灵骑士（Ghost Riders）
潜伏于黑暗森林中的不死骑士。普通的刀剑无法将他们杀死，只要用普通的刀剑去刺杀他们，他们将会以复数的形态再生。

## 用语解说
克立波之剑
生命之书
魔法棋盘
魔法森林
密码球
精灵三珠宝

## 各集标题
1. 正义之剑
2. 野人
3. 野兽之心
4. 正义的裁决
5. 迷人的王子
6. 魔法棋盘
7. 修士的命运
8. 漫游城
9. 折断的剑
10. 血统测试
11. 沉睡的宫殿
12. 第二次机会
13. 诱惑
14. 娜嘉蒂
15. 我相信你
16. 第七颗水晶
17. 禁药
18. 死亡的钟声
19. 魔法森林
20. 吻
21. 奇怪的疾病
22. 龙的呼吸
23. 希望之乡
24. 冰封的要塞
25. 精灵的秘密
26. 回归
27. 黄金眼
28. 两个月亮的晚上
29. 比赛
30. 推定犯罪
31. 看不见的修道院
32. 开始
33. 遗传
34. 冰修士
35. 鲜活的记忆
36. 一天
37. 爱与责任
38. 为了国王
39. 宽恕
40. 最后一战

## DVD发行
2004年11月15日，锚湾娱乐在英国发行了DVD版本的《神剑传奇》。10碟装的DVD每张光盘包含了四集动画，外包装印刷了分集简介但并未提供附加内容。
锚湾娱乐发行的版本中存在着顺序错误，也就是DVD当中并没有按照时间顺序排列。尤其是精灵的秘密（第25集）和回归（第26集）应该在爱与责任（第37集）这一集之前。